# Die Reise ins Glück
Die Reise ins Glück ist ein surrealistischer Film von Wenzel Storch aus dem Jahr 2004. Kennzeichnende Merkmale sind mit viel Liebe zum Detail gestaltete Kulissen, eine grellbunte Farbwahl und die Überschreitung zahlreicher Grenzen des guten Geschmacks.

## Handlung
Einleitend werden zwei Rückblenden gezeigt. In der ersten rettet der kleine Gustav seinen Freund Knuffi, der auf einem gefrorenen See eingebrochen war. In der zweiten bewohnen die erwachsenen Gustav und Knuffi gemeinsam ein abgelegenes Haus. Eines Tages zieht die junge Eva bei ihnen ein. Beide verlieben sich in das Mädchen, das sich für Gustav entscheidet und mit diesem fortzieht. 
In der Gegenwart haben Gustav und Eva mittlerweile Kinder bekommen haben und segeln mit einem Schiff, das die Form einer Schnecke hat, durch die Welt. An Bord befinden sich außerdem Eingeborene nicht genannter Regionen, die von der Wissenschaft als längst ausgestorben angesehen werden, und mehrere anthropomorphe Tiere, die als Matrosen und Offiziere auf dem Schiff arbeiten. Das Schiff erreicht eine kleine Insel, die auf keiner Seekarte verzeichnet ist. Die an Bord befindlichen Tiere erkunden die Insel und kehren nicht zurück, woraufhin sich Eva auf die Suche nach ihnen macht.
Zwei Schergen des Inselkönigs entdecken unterdessen das Schneckenschiff und verschaffen sich Zugang. Sie nehmen an einer Vorführung des Bordkinos teil, lassen den dort gezeigten Kinderfilm aber gegen einen Werbefilm, der die bevorstehende Geburtstagsfeier des Inselkönigs ankündigt, austauschen. Eva begegnet derweil auf ihrer Suche an einem Feldweg einigen jungen Frauen, die darauf warten, zum König vorgelassen zu werden. Die beiden Schergen des Königs kommen mit einem Wagen vorbei und nehmen alle mit zur Geburtstagsparty des Königs. Auf dem Schneckenschiff entdecken derweil die Kinder in einer Schatztruhe ein altes Fotoalbum und erfahren von Gustav etwas über die Zeit, in der ihre Eltern sich kennenlernten, und die missglückte Dreiecksbeziehung mit Knuffi.
Die vermissten Tiere sind mittlerweile am Schloss des Inselkönigs angelangt und unterhalten sich über die kulturellen Artefakte, die sie an Spätbarock erinnern und nach Urin stinken. Der Wagen mit Eva und den Ministern erreicht das Schloss. Eva begibt sich auf Entdeckungstour durch die Gemächer und findet heraus, dass es sich bei dem König um Knuffi handelt. Die Tiere werden indessen von den Ministern verhaftet, da sie keine Eintrittskarten vorweisen können. Einem Hamster gelingt es sich zu verstecken und das Häschen kann ihnen durch Evas beherztes Eingreifen in letzter Minute entwischen. Eva entdeckt ein paar Knallfrösche und versieht einige der angerichteten Wachteln damit.
Eva begegnet König Knuffi und wird von ihm in die „Pissbude“ der Propagandaminister geführt. Dort treffen sie auf Klementine und den König der Feinschmecker, der mit weiteren Edelleuten zur Geburtstagsparty eingereist ist. Klementine nimmt bei ihm einen Gehirntausch vor, so dass er zu einem devoten Untertan von König Knuffi wird. Die Minister schenken König Knuffi ein kleines Spielzeug, das zeigt, wie Knuffi einst im Eis eingebrochen ist. Bei Tisch ernähren sich Knuffi und Eva vegetarisch. Die Edelleute greifen zum Fleisch und explodieren durch die mit Knallfröschen bestückten Wachteln. Eva entfernt sich in dem Tumult und Knuffi, der nach dem Feuerwerk schauen möchte, tritt dabei dem König der Feinschmecker aufs Gesicht. Zurück im Schneckenschiff, wird der Sieg über den Tyrannen mit dem Hit „Tellerlip Girl“ (gesungen von Max Raabe) gefeiert, der von der Bordkapelle vorgetragen wird und die Hitparade der Gesellschaft für bedrohte Völker stürmt.
Knuffi ist betrübt, dass Eva erneut verschwunden ist, und beschließt, das ganze Königreich nach ihr absuchen zu lassen. Gustav und die Crew versuchen mit dem Schneckenschiff aufzubrechen, doch der Motor springt nicht an. So verschaffen sich die Schergen des Königs Zutritt zum Schiff. Der erste Offizier versucht die Eindringlinge abzuhalten, wird aber schließlich von den Propagandaministern überwältigt. Diese durchkämmen das Schiff und werden von Gustav auf die falsche Fährte gelockt, so dass sich Eva und die Kinder in Sicherheit bringen können. Nach erfolgloser Suche bringen die Minister stattdessen einige alten Vetteln zum König. Doch Knuffi lehnt diese ab. Nun versuchen die Minister, einem von ihnen Evas Kleid anzuziehen und so dem König als Eva zu verkaufen.
Die Minister entdecken die Kinder, die vor dem Schiff auf der Wiese nächtigen, und wecken diese mit einem ekelhaften Urinschauer. Anschließend werden sie ins Schloss verschleppt. Eva läuft hinterher. Zurück im Schloss, freut sich Knuffi, dass Eva wieder da ist. Sogleich verabreicht er ihr einen Schlummertrunk. Eva wird von Knuffi ins Bett gebracht. Das Häschen hat sich ebenfalls ins Schlafzimmer verirrt und etwas von Knuffis Schlummertrunk zu sich genommen. Das Häschen springt auf das Mobiliar und verschmilzt mit der Kuckucksuhr zu einem überdimensionalen Mischwesen. Knuffi weckt Eva und lässt das Mischwesen in seine Wissenschaftsabteilung bringen. Dann unternimmt Knuffi mit Eva eine Kutschfahrt durch seine Ländereien. Als Knuffi wieder im Schloss ankommt, begrüßen ihn die Minister mit Hakenkreuzbinden am Arm. Sie haben mittlerweile herausgefunden, dass sie das Häschen als Zeitmaschine verwenden können und haben einen Abstecher ins Tausendjährige Reich unternommen. Der König ist sehr interessiert und möchte auch zur Zeitmaschine gebracht werden.
Gustav und die Crew stürmen das Schloss. Als sie hereinplatzen, sehen sie gerade noch, wie Knuffi und die Minister mit der Zeitmaschine verschwinden. Zurück im Schiff, will Eva mit Gustav den Bau der Zeitmaschine wiederholen. Die Kinder haben aus dem Schloss Knuffis Schlummertrunk. Das Schneckenschiff erwacht wegen der Gerüche des Schlummertrunks zum Leben und vergewaltigt eine umherstehende Kirche. Aus der Verschmelzung von Schneckenschiff und Kirche entsteht erneut eine Zeitmaschine. Gustav und Eva reisen so zurück in die Vergangenheit und halten den kleinen Gustav davon ab, Knuffi aus dem Eis zu retten.

## Entstehungsgeschichte
Die Produktion des Films dauerte acht Jahre und wurde mit minimalen Geldmitteln durchgeführt. Ein Teil der Spezialeffekte wurde vom Splatter-Regisseur Jörg Buttgereit erstellt, am Drehbuch wirkte unter anderem Christian Keßler mit.
Unterstützt wurde die Verfilmung durch die FilmFörderung Hamburg GmbH, die Filmförderung des Landes Niedersachsen, die Kulturelle Filmförderung Mecklenburg-Vorpommern, das Hessische Ministerium für Wissenschaft und Kunst und die Friedrich-Weinhagen-Stiftung Hildesheim.

## Rezeption
Filmtipps.at bezeichnet Sommer der Liebe als „ersten Independent-Ausstattungsfilm der deutschen Filmgeschichte“, der mit einer „irrwitzigen Farben- und Ausstattungspracht“ aufwarte. Das Magazin spricht Storch die Qualitäten eines guten Regisseurs ab, hielt ihm aber zugute, dass sein „naiver Dilettantismus“ eine „unnachahmliche Mischung aus scheinbarer Harmlosigkeit und respektlosem Humor“ hervorbringe, die den Zuschauer in fortwährendes Staunen versetze.
- critic.de: „Storch […] setzt seine persönlichen Fantasien in einer solch unnachahmlichen Art und Weise in Bilder um, wie es kaum einem Filmemacher in mittlerweile über 100 Jahren Filmgeschichte gelungen ist. […] Die Reise ins Glück ist ein Film, der wieder und wieder angeschaut zu werden verlangt. Vielleicht gibt er irgendwann doch sein Geheimnis preis.“[4]

- Maria Holzmüller in der Süddeutschen Zeitung: „Das Engagement und die Leidenschaft aller Beteiligten in Ehren – am Ende, nachdem der feindliche König mit Hakenkreuzbinde über eine Kaninchenzeitmaschine entflohen ist, steht die Frage, die sich nach jedem Exzess einstellt: War das jetzt wirklich nötig?“[5]

- kino.de: „Schräges, psychedelisches und amüsantes Abenteuer, das auf diversen Fantasy- und unabhängigen Filmfestivals positiv aufgenommen wurde. Die Macher Wenzel Storch und Matthias Hänisch wurden von der Kritik bereits als ‚Terry Gilliam on Crack‘ gelabelt.“[6]

- Ekkehard Knörer in der taz: "Wenzel Storchs Filme sind die opulenteste Arte Povera, die man sich vorstellen kann. Anders als für die beiden auf 8 mm gedrehten Vorgängerfilme Der Glanz dieser Tage (1989) und Sommer der Liebe (1992) hatte Storch für Die Reise ins Glück dank Fördergeld, Benefiz (von u. a. Max Goldt und Wiglaf Droste) und Bankkredit (er ist bis heute massiv verschuldet, deshalb) ein beinahe ordentliches Budget. Zwölf Jahre lang insgesamt haben er und seine MitarbeiterInnen dran gebastelt. Und in der Tat: Das Staunen über die Inneneinrichtung dieser fantastischen Welt nimmt während der siebzig Minuten, die der Film währt, niemals ein Ende."[7]